# Sadikovac
Sadikovac is een plaats in de gemeente Cetingrad in de Kroatische provincie Karlovac. De plaats telt 51 inwoners (2001).